# Volkswagen Endurance Cup
De Volkswagen Endurance Cup is een amateur auto race klasse georganiseerd door het DNRT. De klasse bestaat sinds 2006. Er zijn 50 deelnemende teams met 2-6 coureurs per auto. De races variëren van een 4-uurs race tot een 24-uurs race. Er wordt gereden op diverse nationale en internationale circuits in Nederland, België en Duitsland, het thuis circuit is Circuit Park Zandvoort. Er zijn gemiddeld 7 races. De 24-uurs races werden gereden op het circuit van Oschersleben.
In 2008 werd de Volkswagen Endurance Cup erkend door Volkswagen Motorsport, de racetak van het Volkswagen concern, en werden de uitslagen in hun persberichten gepubliceerd.
De cup is in 2006 in Nederland opgezet door Lodewijk Beijst na het succes van de Poolse Volkswagen Castrol Cup in 2005. Marcel Verbeeten, team genoot van Lodewijk in de Seat Endurance Cup, was gastrijder in deze cup en zag in de Golf 2.0TDI 16V de gedroomde opvolger van de Seat Ibiza uit de Seat Endurance Cup. Huub Vermeulen van Stichting DNRT deelde het enthousiasme, en beloofde: "als jullie 20 auto's op de baan krijgen, organiseer ik er een race voor". Lodewijk Beijst pakte de handschoen op bijgestaan door teamgenoten Ivo Heukensfeldt Jansen en Niek Wiegerinck. Op 1 januari 2006 had het 20e team zich aangemeld en was de nieuwe cup een feit. Van 2006 tot 2013 was Lodewijk Beijst Volkswagen Endurance Cup promotor en was Ivo Heukensfeldt verantwoordelijk voor de Technische Commissie. 
De Volkswagen Endurance Cup reed in dezelfde race als de Seat Endurance Cup 6-7 races in Zandvoort, Assen, Zolder en Oschersleben. Vanwege de goede band met de Poolse cupauto bouwer werd in 2006 zelfs een 8e race georganiseerd, samen met de Poolse Volkswagen Castrol Cup op het circuit van het Poolse Poznan.
In 2007 werd het veld met 11 nieuwe auto's en 4 Poolse cup auto's uitgebreid. In 2008 groeide het veld met 9 nieuwe en 8 Poolse cupauto's uit tot 52. Om verschillende redenen, waaronder kostenbesparingen vanwege de financiële crisis, werd in 2010, 2011, 2012 en 2013 de 24-uurs race in Oschersleben ingeruild voor een 12-uurs race in Zandvoort. In 2011 werd voor het eerst in de DNRT geschiedenis een race op het circuit van Spa-Francorchamps georganiseerd. In 2012 en 2013 bestond de cup uit 7 races op Zandvoort, Assen en Zolder.

## Kampioenen
| Volkswagen Endurance Cup | Volkswagen Endurance Cup | Volkswagen Endurance Cup | Volkswagen Endurance Cup                             |
| Jaar                     | Team                     | Band                     | Coureurs                                             |
| ------------------------ | ------------------------ | ------------------------ | ---------------------------------------------------- |
| 2013                     | The Dukes                | T                        | Jan Evers / Henny van Doorn                          |
| 2012                     | Accord Uitzendbureau     | T                        | Robbert Vlaanderen / Marcel Dekker                   |
| 2011                     | Accord Uitzendbureau     | T                        | Robbert Vlaanderen / Jeroen den Boer / Marcel Dekker |
| 2010                     | Oranjedak/ DB Motorsport | T                        | Jeroen den Boer / René Steenmetz                     |
| 2009                     | Accord Uitzendbureau     | T                        | Robbert Vlaanderen / Michael Koel                    |
| 2009                     | Manpower 1               | T                        | Ronald Morien / Ferry Duivenvoorde                   |
| 2007                     | Team Moreel              | T                        | Ferry Monster / Robin Monster                        |
| 2006                     | Fia Racing               | T                        | Rolf de Jong / Ben Verwoerdt / Eddie den Dekker      |

## De auto
Alle teams rijden met identieke Volkswagen Golf 2.0 TDI met 195 pk. Deze auto's zijn gebouwd bij Volkswagen Racing Polska van Janusz Gladysz in Tarnow/Kracow in Polen. De auto heeft een Wiechers rolkooi, 6 versnellingen, voorwiel aandrijving en weegt 1190 kg. De auto gaat van 0 tot 100 in circa 6 seconden met een topsnelheid van 225 km/u. Er wordt gereden op ATS velgen met Toyo Proxy banden. De kleur is rood of zilvergrijs.